# Jak Jones
Jak Jones, född 29 juli 1993, är en professionell brittisk snookerspelare.

## Karriär
Jones, blev professionell 2010. Bland hans meriter kan nämnas semifinal i Gibraltar Open 2022, och kvartsfinal i världsmästerskapen 2023. År 2024 tog han sig till final i världsmästerskapen, som han förlorade mot Kyren Wilson med 18-14.